# Hittfeld

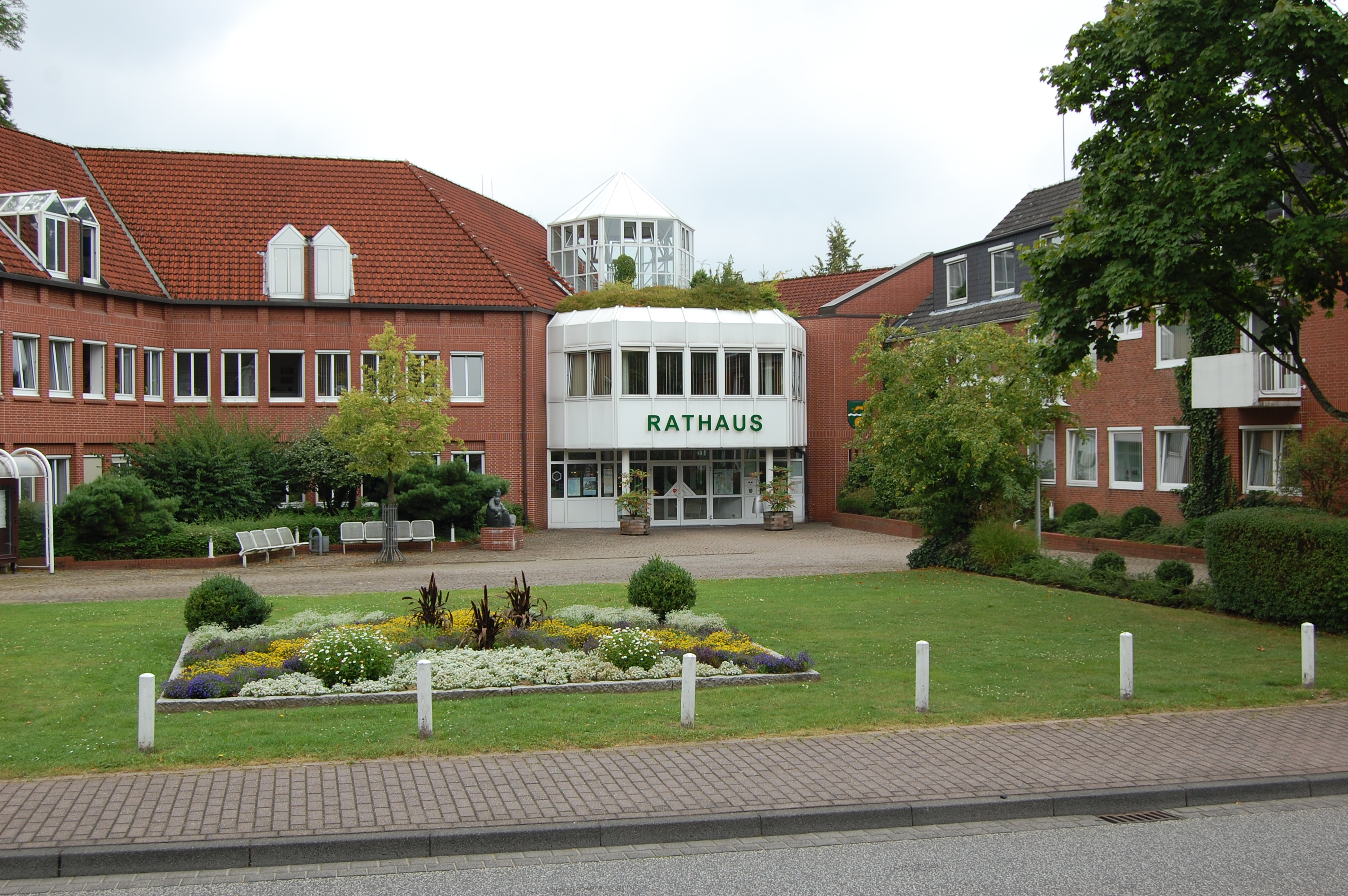
Rådhuset i Hittfeld.

Hittfeld är en ort i kommunen Seevetal i Landkreis Harburg i Niedersachsen, Tyskland. Orten ligger söder om Hamburg vid korsningarna där motorvägarna A1, A7 och A250 möts.